# 주링
주링(중국어: 朱苓, 병음: Zhū Líng, 한자음: 주령, 2001년 10월 8일 ~ )은 중국의 아이돌 가수이다. 현재 중국의 걸 그룹 AKB48 Team SH의 일원으로 활동하고 있다.

## 활동
2018년 7월 24일, AKB48 Team SH 1기생에 최종 합격하였다. 8월 8일, AKB48 Team SH 1기생으로 정식 가입하였다. 12월 3일, AKB48 Team SH의 그룹 데뷔 발표회에 참가하여, 《반짝이는 행운》 (闪亮的幸运)과 데뷔 싱글 《사랑의 여정 LOVE TRIP》 (爱的旅程 LOVE TRIP)을 공연하였고, 정식 데뷔가 이루어졌다.
2019년 1월 27일, 태국 방콕에서 개최된 「AKB48 Group 아시아 페스티벌」에 참가하였다. 8월 24일, 중국 상하이시에서 개최된 「AKB48 Group 아시아 페스티벌」에 참가하였다.
2020년 11월 28일, AKB48 Team SH 5th EP 선발 총선거에서 총 12,359표로, 최종 3위를 차지하였다.

## 음악 작품

### AKB48 Team SH EP
| #   | 발매일          | 음반                                  | 참가 곡                                           | 참가 명의 | MV | 각주 |
| 1st | 2019년 1월 14일 | 《첫날》 (初日)                       | 첫날 (初日)                                       |           | ★  |      |
| 1st | 2019년 1월 14일 | 《첫날》 (初日)                       | 사랑의 여정 LOVE TRIP (爱的旅程 LOVE TRIP)        |           | ★  |      |
| 1st | 2019년 1월 14일 | 《첫날》 (初日)                       | 반짝이는 행운 (闪亮的幸运)                        |           |    |      |
| 2nd | 2019년 6월 10일 | 《So long!》                          | So long!                                          |           | ★  |      |
| 2nd | 2019년 6월 10일 | 《So long!》                          | 너에 대해서 (关于你)                              |           |    |      |
| 3rd | 2019년 7월 29일 | 《돌진하라! 소녀들》 (冲吧！少女们)   | 돌진하라 소녀들 (冲吧！少女们)                    |           | ★  |      |
| 3rd | 2019년 7월 29일 | 《돌진하라! 소녀들》 (冲吧！少女们)   | 사랑의 의미를 생각해봐 (试着思考爱的意义)         |           |    |      |
| 3rd | 2019년 7월 29일 | 《돌진하라! 소녀들》 (冲吧！少女们)   | Baby! Baby! Baby!                                 |           |    |      |
| 3rd | 2019년 7월 29일 | 《돌진하라! 소녀들》 (冲吧！少女们)   | NO WAY MAN                                        |           |    |      |
| 4th | 2020년 9월 5일  | 《미래로 향하는 바람》 (迎向未来的风) | 미래로 향하는 바람 (迎向未来的风)                 |           | ★  |      |
| 4th | 2020년 9월 5일  | 《미래로 향하는 바람》 (迎向未来的风) | 어째서 은하는 밝게 빛나는 걸까 (为何银河如此明亮) |           |    |      |
| 5th | 2021년 4월 2일  | 《변명일 뿐 Maybe》 (借口而已Maybe)   | 변명일 뿐 Maybe (借口而已Maybe)                   |           | ★  |      |
| 6th | 2021년 9월 30일 | 《천추령》 (千秋令)                   | RIVER                                             |           |    |      |

### AKB48 Team SH 앨범
| #   | 발매일           | 음반                                        | 참가 곡                             | 참가 명의 | MV | 각주           |
| 1st | 2019년 11월 25일 | 《365일의 지속적인 사랑》 (365天持续的爱恋) | 지속적인 사랑 (持续的爱恋)          |           | ★  |                |
| 1st | 2019년 11월 25일 | 《365일의 지속적인 사랑》 (365天持续的爱恋) | 우린 싸우지 않아 (我们不战斗)       | 선발      | ★  | 앨범 타이틀 곡 |
| 1st | 2019년 11월 25일 | 《365일의 지속적인 사랑》 (365天持续的爱恋) | 365일의 종이 비행기 (365天的纸飞机) |           |    |                |